# Spumante Cricova
Le Spumante Cricova a été créé en 1994. Le club est basé à Cricova.

## Historique
Le club a joué 2 saisons dans le championnat de Moldavie de football, avant sa dissolution.